# Río Bravo, Tamaulipas
Río Bravo är en ort i Mexiko.   Den ligger i kommunen Río Bravo och delstaten Tamaulipas, i den nordöstra delen av landet, 700 km norr om huvudstaden Mexico City. Río Bravo ligger 36 meter över havet och antalet invånare är 85 481.
Terrängen runt Río Bravo är mycket platt. Runt Río Bravo är det ganska tätbefolkat, med 62 invånare per kvadratkilometer. Río Bravo är det största samhället i trakten. Trakten runt Río Bravo består till största delen av jordbruksmark.